# 三上七十郎
三上 七十郎（みかみ しちじゅうろう）は、自由民権運動家、ジャーナリスト、著述家、出版事業家。洗礼名 アウグスチノ（奥斯定）。

## 経歴
安政4年5月6日（1857年5月28日）、埼玉県引又河岸で廻漕問屋を営む三上家（父・七次郎、母・たつ）の次男として生れる。祖父は、廻漕問屋を営んでいた七郎右衛門。祖先には、引又初代名主の又兵衛がいる。
慶応２年（1866年）、祖父の七郎右衛門が武州世直し一揆勢に同情的な行動をした（このとき9歳の幼児体験が七十郎のその後に影響したと考えられる。）。
15歳（1872年）ごろから木村二梅、大嶋文について漢学を、皆川四郎と講法学舎などからは法律学を学ぶ。
明治11年（1878年）4月26日、母たつの実家（同姓の三上家）の養子となる。
明治11年（1878年）冬、学問修行のために大阪、奈良（郡山）を遊歴し、各地の自由民権活動家と交流する。
明治12年（1879年）12月、帰郷。
明治13年（1880年）3月、名古屋本町の丸屋治兵衛方に止宿し、愛知県各地を、その後は静岡県各地を遊説する。
明治15年（1882年）3月、岐阜県山県郡にて政談演説会の演壇に立つ。
明治16年（1883年）3月21日、「埼玉新聞」を復刊（社長は兄の八十八（やそはち）、七十郎は編集兼印刷人）。
明治16年（1883年）5月16日、「埼玉新聞」を終刊。
明治20年（1887年）11月、三島義忠、田村匡交らとともに、東京本郷区に「公教書籍出版局」を設立する。
明治21年（1888年）3月、『哲学入門』を出版。

　（田村匡交 著,三上七十郎 校,公教書籍出版局）

/　→ 国立国会図書館蔵書

/　→ 国立国会図書館デジタルコレクション
明治21年（1888年）3月、『彝倫哲学. 第1巻』を出版。　※ 彝倫（いりん）：人が常に守るべき道

　（撤頓 (サルヴヮトール・トンジヲルジ) 著,田村匡交 訳,三上七十郎 校閲,公教書籍出版局）

/　→ 国立国会図書館蔵書

/　→ 国立国会図書館デジタルコレクション
明治24年（1891年）3月27日、浅草七軒町に転住。
明治25年（1892年）4月、特許・意匠・商標に関する代理業（弁理士）をはじめる　（明治32年6月までの約7年間に391件の登録業務を行っている。）。
明治30年（1897年）ごろ、京橋木挽町（こびきちょう）へ転住。
明治39年（1906年）11月、日本橋蛎殻町（にほんばしかきがらちょう）へ転住。
大正7年（1918年）12月、「志木町附近の事ども」を寄稿し掲載される（武蔵野会の機関誌『武蔵野』1巻3号）。
大正8年（1919年）1月、武蔵野会の評議員に選任される。

## 著書
- 陽瑪諾 (ヱンマヌエル) 漢訳, 三上七十郎 解訳 『聖経直解 第1巻』公教書籍出版局、1887年。

＜日本で最初に和訳されたカトリック系聖書＞

/　→ 国立国会図書館蔵書

/　→ 国立国会図書館デジタルコレクション